# Enrique Goytisolo Bolognesi
Enrique Goytisolo Bolognesi (Lima, 11 de septiembre de 1891 – Lima, ?) fue un diplomático peruano. Ministro de Relaciones Exteriores en 1939.
Sus padres fueron Juan Enrique Goytisolo Donaire y Rosa Bolognesi Coloma, sobrina de Francisco Bolognesi. Se casó con Elizabeth Radulescu Orellana.
Realizó sus estudios superiores en la Universidad Mayor de San Marcos.
Fue canciller del consulado peruano en Burdeos (1914) y luego pasó a París, donde fue agregado civil y secretario de legación, además de secretario de la delegación que asistió a la Conferencia de Paz (1919). Posteriormente, segundo secretario en Madrid y primer secretario en París.
Bajo el segundo gobierno del general Óscar R. Benavides fue Secretario General de la Cancillería peruana (1935) y Ministro de Relaciones Exteriores (de 20 de abril a 9 de diciembre de 1939). Durante su período ministerial estalló la Segunda Guerra Mundial, declarándose la neutralidad del Perú el 5 de septiembre de ese año. El gobierno tomó también las medidas oportunas para impedir la violación de las aguas territoriales peruanas.
Temporalmente le reemplazó en la Cancillería José Félix Aramburú, de 13 de septiembre a 5 de octubre de 1939. Fue el último canciller del gobierno de facto del general (luego mariscal) Benavides.
Fue también embajador del Perú en Caracas, Bruselas, La Haya, Montevideo y Santiago de Chile. Radicó varios años en París lo que le permitió conocer a profundidad el ambiente europeo.

## Condecoraciones
- Gran Cruz de la Orden del Sol, Perú
- Gran Cruz de la Orden de Leopoldo II, Bélgica
- Gran Cruz de la Orden de Orange-Nassau, Países Bajos
- Gran Oficial de la Legión de Honor, Francia
- Gran Oficial de la Orden al Mérito de Bernardo O'Higgins, Chile
- Gran Oficial de la Orden de San Olaf, Noruega
- Gran Oficial de la Orden de la Cruz del Sur, Brasil
- Gran Oficial de la Orden al Mérito, Ecuador